# آگنیشکا رادواینسکا
آگنیشکا رادواینسکا (لهستانی: Agnieszka Radwańska؛ ‏Polish: [aɡˈɲɛʂka raˈdvaj̃ska] ()؛ ‏ زادهٔ  ۶ مارس ۱۹۸۹) تنیس‌باز حرفه‌ای اهل لهستان است.
او با شکست تامیرا پاشک اتریشی، برندهٔ قهرمانی تک‌نفره دختران ویمبلدون ۲۰۰۵ شد.